# Tec2You

Logo

Die bundesweite Nachwuchsinitiative Tec2You (bis 2014 TectoYou) bietet Jugendlichen eine Plattform, sich mit wichtigen Themengebieten im Bereich Technik und Innovation auseinanderzusetzen und Kontakte mit der Wirtschaft zu knüpfen. Es ist ein gemeinsames Projekt der Deutschen Messe in Hannover und der Initiative „Deutschland – Land der Ideen“ vom Bundesverband der Deutschen Industrie e. V. (BDI) unter der Schirmherrschaft von Johanna Wanka, Bundesministerin für Bildung und Forschung. Namhafte Partner aus Politik, Wirtschaft und Wissenschaft gestalten Nachwuchsarbeit im direkten Kontakt mit Jugendlichen und jungen Erwachsenen. Auch zahlreiche Institutionen, Verbände der Industrie und bekannte Unternehmen haben sich als Partner der Initiative angeschlossen und fördern das Projekt.

## Ziele
Tec2You soll einen Beitrag dazu leisten, dem steigenden Mangel an Nachwuchskräften im Ingenieurwesen und anderen technischen Berufen entgegenzuwirken. Jugendliche werden über Chancen und Zukunftsperspektiven in den verschiedenen Berufen der Technologiebranche informiert und beim Übergang von der Schule in die Berufswelt unterstützt. Studienanfänger erhalten zudem die Möglichkeit, durch Tec2You als eigens geschaffene Dialogplattform bei der Wahl von Vertiefungsrichtungen unterstützt zu werden.

## Exkursionen
Der Schulunterricht kann für einen Tag auf die Hannover Messe verlagert werden. Um die Schüler auf den Besuch der weltweit bedeutendsten Technologiemesse vorzubereiten, werden Patenschaften zwischen Schulen und Unternehmen geknüpft. Zusätzliches Unterrichtsmaterial unterstützt die Lehrkräfte der teilnehmenden Schulklassen zudem bei der Vorbereitung der Exkursion.

## Guided Tours
Die Guided Tours „garantieren“ Schülern intensive persönliche Betreuung vor Ort:
- Jede Gruppe aus einem Jahrgang oder einer Klasse, die mit Tec2You zur Hannover Messe kommen will, reist mit einem gesponserten Bus eines Patenunternehmens an.
- Auf der Hannover Messe werden die Gruppen von qualifizierten Tec2You-Guides begrüßt und an Orte auf der Messe geführt, die sich an ihren Interessen beziehungsweise Schwerpunkten orientieren.
- In Berufsberatungsgesprächen, Vorträgen und Mitmachexperimenten erfahren sie vieles über technische Berufe.
- In direkten Gesprächen mit Azubis, dualen Studenten und Ingenieuren aus den Unternehmen bekommen die Besucher weitere wichtige Informationen aus erster Hand.

Jeder Gruppe steht ganztägig ein persönlicher Tec2You-Guide mit Rat und Tat zur Seite. Er hilft bei der Orientierung, informiert und leitet die Gruppe – angefangen bei der Begrüßung bis zur Verabschiedung am Bus.

## Projektdurchführung
Im April 2007 fand Tec2You erstmals im Rahmen der Hannover Messe statt. Die Hannover Messe als weltgrößte Technikschau bietet einen perfekten Rahmen für eine berufsorientierte Kontaktaufnahme zwischen Schule und Wirtschaft. Inhalt von Tec2You ist ein breitgefächertes Angebot an jugendgerechten Informations- und Aktionsprogrammen. Dazu zählen Präsentationen, Experimente, Wettbewerbe und Aktivitäten mit Fachleuten aus den unterschiedlichsten Unternehmen sowie Informationsveranstaltungen über Berufsausbildungen, Qualifikationsstandards und Studiengänge. Junge Mitarbeiter der teilnehmenden Initiativen, Verbände und Unternehmen, der Hauptakteure von Tec2You, stehen jederzeit zur Verfügung, um Fragen zu beantworten.